# 音乐大师
《音乐大师》（英語：Maestro）是一部2023年美国传记片。本片基于伦纳德·伯恩斯坦的生平，由布萊德利·庫柏执导，剧本由庫柏同喬許·辛格共同编写。庫柏，马丁·斯科塞斯，斯蒂芬·斯皮尔伯格和陶德·菲利普斯担任制片人。
本片2023年9月2日在第80屆威尼斯影展首映，角逐金獅獎。该电影2023年11月22日有限上映，2023年12月20日在Netflix上线。電影入圍第96屆奧斯卡金像獎共計7項獎項。

## 剧情
本片是关于伦纳德·伯恩斯坦的传记片，聚焦于他与费利西亚·蒙蒂亚雷格雷的婚姻。

## 演员
- 布萊德利·庫柏 饰演 伦纳德·伯恩斯坦
- 嘉莉·慕萊根 饰演 费利西亚·蒙蒂亚雷格雷（英语：Felicia Montealegre）
- 马修·波莫 饰演 大衛·奧本海姆（英语：David Oppenheim (musician)）
- 莎拉·席爾蔓 饰演 雪莉·伯恩斯坦
- 玛雅·霍克 饰演 杰米·伯恩斯坦
- 喬許·漢米爾頓 饰演 約翰·喬納斯·格倫（英语：John Jonas Gruen）

## 制作

### 开发
该项目一直由派拉蒙影業开发，马丁·斯科塞斯最初计划执导该片。但他在工作重心转移到《愛爾蘭人》后卸任了导演一职。这让布萊德利·庫柏于2018年5月加入该片，担任导演并出演伯恩斯坦。斯科塞斯将与陶德·菲利普斯和斯蒂芬·斯皮尔伯格一起担任制片人。 斯皮尔伯格最初也考虑执导该片，并曾与库珀接洽，但在放映《星夢情深》后将导演职位让给了库珀。2020年1月，Netflix接手该项目，最初预计将于2021年开始拍摄。

### 选角
2020年9月，该项目被命名为《大师》，嘉莉·慕萊根加入了演员阵容。10月，傑瑞米·史壯加入谈判，饰演约翰·格鲁恩。2022年3月，马修·波莫加入谈判。波莫将在4月得到确认，玛雅·霍克也被宣布为演员。6月，莎拉·席爾蔓被选为伯恩斯坦的妹妹雪莉。

### 拍摄
该片最初预计于2021年4月5日在洛杉矶开始拍摄，但却在2022年5月开始。制作将于5月21日至26日在坦格活德进行，并在纽约进行。

## 獎項
其他獎項請見《音乐大师》獲獎與提名列表。
| 年份 | 頒獎典禮           | 獎項               | 入圍者                                                              | 結果 |
| ---- | ------------------ | ------------------ | ------------------------------------------------------------------- | ---- |
| 2024 | 第96屆奧斯卡金像獎 | 最佳影片           | 《音乐大师》                                                        | 提名 |
| 2024 | 第96屆奧斯卡金像獎 | 最佳男主角         | 布萊德利·庫柏                                                       | 提名 |
| 2024 | 第96屆奧斯卡金像獎 | 最佳女主角         | 嘉莉·慕萊根                                                         | 提名 |
| 2024 | 第96屆奧斯卡金像獎 | 最佳原创剧本       | 《音乐大师》                                                        | 提名 |
| 2024 | 第96屆奧斯卡金像獎 | 最佳音效           | 理查德·金、史蒂芬·A·莫羅、汤姆·奥扎尼奇、杰森·鲁德和迪安·A·朱潘西奇 | 提名 |
| 2024 | 第96屆奧斯卡金像獎 | 最佳攝影           | 馬修·李巴提克                                                       | 提名 |
| 2024 | 第96屆奧斯卡金像獎 | 最佳化妆与发型设计 | 辻一弘、凱·吉歐、Lori McCoy-Bell                                    | 提名 |